# Quvenzhané Wallis
Quvenzhané Wallis, född 28 augusti 2003 i Houma, Louisiana, är en amerikansk skådespelare. 
Wallis debuterade som barnskådespelare i rollen som Hushpuppy i Beasts of the Southern Wild (2012). För detta nominerades hon till en Oscar i kategorin Bästa kvinnliga huvudroll vid Oscarsgalan 2013. Med sina 9 år blev Wallis därmed den yngsta person någonsin att nomineras i kategorin. 2013 spelade hon rollen som Margaret Northup i Steve McQueens film 12 Years a Slave och under 2014 spelade hon huvudrollen i nyinspelningen av musikalfilmen Annie.

## Filmografi i urval
- 2012 – Beasts of the Southern Wild
- 2013 – 12 Years a Slave
- 2014 – Annie